# Кувакинское сельское поселение
Кува́кинское се́льское поселе́ние (чув. Кувакин ял тӑрӑхӗ) — муниципальное образование в Алатырском районе Чувашской Республики Российской Федерации.
Административный центр — село Кувакино.

## История
Статус и границы сельского поселения установлены Законом Чувашской Республики от 24 ноября 2004 года № 37 «Об установлении границ муниципальных образований Чувашской Республики и наделении их статусом городского, сельского поселения, муниципального района и городского округа».

## Население
| 2010 | 2012  | 2013  | 2014 | 2015 | 2016 | 2017 |
| ---- | ----- | ----- | ---- | ---- | ---- | ---- |
| 1068 | ↘1041 | ↘1009 | ↘959 | ↘914 | ↗923 | ↘910 |
| 2018 | 2019  | 2020  | 2021 |      |      |      |
| ↘901 | ↘888  | ↘860  | ↘856 |      |      |      |

## Состав сельского поселения
| № | Населённый пункт | Тип населённого пункта       | Население |
| - | ---------------- | ---------------------------- | --------- |
| 1 | Берёзовый Майдан | село                         | ↘138      |
| 2 | Злобино          | село                         | ↘83       |
| 3 | Ичиксы           | село                         | ↘280      |
| 4 | Кувакино         | село, административный центр | ↘452      |